# Ian Percival
Walter Ian Percival (11 mai 1921 - 4 avril 1998) est un homme politique du Parti conservateur britannique.

## Jeunesse
Percival fait ses études à la Latymer Upper School et au St Catharine's College de Cambridge. Il sort de Sandhurst et devient officier dans The Buffs en 1941 et sert pendant la Seconde Guerre mondiale en Afrique du Nord et en Birmanie, atteignant le grade de major. Il devient avocat, admis au Barreau de l'Inner Temple en 1948 et travaille également comme professeur d'économie à temps partiel. Il est conseiller au Kensington Borough Council de 1952 à 1959. Il est nommé conseiller de la reine en 1963 et fait chevalier en 1979.
Il épouse Madeline Cooke en 1942, après l'avoir rencontrée en Birmanie, et a un fils et une fille. La maison familiale est à Tenterden, Kent. A sa retraite, il soutient plusieurs causes, dont la création d'un hôpital en Inde après la catastrophe de Bhopal. En 1993, il est chef d'une fiducie pour achever l'hôpital, après de longues négociations juridiques avec Union Carbide alors qu'il est engagé comme avocat dans le cabinet d'avocats américain Sidley and Austin. Il est mort avant son achèvement.

## Carrière politique
Il se présente pour la première fois sans succès dans la circonscription de Battersea North aux élections générales de 1951 et de nouveau aux élections de 1955. Il est élu député de Southport aux élections générales de 1959, occupant le siège jusqu'à sa retraite aux élections de 1987. Bien qu'il convoite un poste ministériel, il n'obtient pas le poste de secrétaire d'État pour l'Irlande du Nord qu'il voulait, en 1979 lorsque Margaret Thatcher arrive au pouvoir. Au lieu de cela, il est solliciteur général de 1979 à 1983.
Sur certaines questions, les opinions politiques de Percival sont à la droite de certains du Parti conservateur. Iil mène une campagne en vain pour rétablir la peine de mort (en présentant un projet de loi infructueux visant à la rétablir pour les terroristes en 1984), et exprime des opinions fermes sur l'application rigoureuse de la loi,. Il appelle également à la criminalisation des clubs et des newsletters qui existaient dans le but de permettre aux homosexuels de se rencontrer. Percival est un franc - maçon.